# Serhij Bubka (Tennisspieler)
Serhij Sergejewitsch Bubka (ukrainisch Сергій Сергійович Бубка, englisch Sergei Sergeevich Bubka; * 10. Februar 1987 in Donezk) ist ein ehemaliger ukrainischer Tennisspieler. Er ist der Sohn des ehemaligen Stabhochspringers Serhij Bubka.

## Karriere
Im Jahr 2009 gewann Bubka in Kyōto gegen Takao Suzuki seinen einzigen Titel im Einzel auf der ATP Challenger Tour. Bei den Dubai Duty Free Tennis Championships 2011 erreichte er die zweite Runde, die er in zwei Sätzen gegen den Franzosen Richard Gasquet verlor. In der ersten Runde bezwang er den an Position fünf gesetzten Kroaten Ivan Ljubičić. Bei den US Open 2011 verlor er in der zweiten Runde im Herreneinzel in drei Sätzen gegen den Franzosen Jo-Wilfried Tsonga, gegen den er bereits bei den Qatar ExxonMobil Open 2011 in der zweiten Runde in zwei Sätzen verlor.
Bubka war mit der Tennisspielerin Wiktoryja Asaranka liiert. Am 1. November 2012 verletzte er sich schwer, als er aus dem dritten Stock eines Hauses in Paris stürzte. Nach bisherigen Erkenntnissen soll er im Badezimmer der Wohnung eines Freundes eingeschlossen gewesen sein und er versuchte, durch das Fenster in den Nebenraum zu gelangen. Knapp ein Jahr nach dem Unfall gab er im Januar 2014 sein Comeback in der Qualifikation der Australian Open.
Bubka spielte zwischen 2005 und 2014 für die ukrainische Davis-Cup-Mannschaft.

## Erfolge
| Legende (Anzahl der Siege)  |
| Grand Slam                  |
| ATP World Tour Finals       |
| ATP World Tour Masters 1000 |
| ATP World Tour 500          |
| ATP World Tour 250          |
| ATP Challenger Tour (5)     |

| ATP-Titel nach Belag |
| Hartplatz (0)        |
| Sand (0)             |
| Rasen (0)            |

### Einzel

#### Turniersiege
| Nr. | Datum         | Turnier | Belag       | Finalgegner  | Ergebnis  |
| --- | ------------- | ------- | ----------- | ------------ | --------- |
| 1.  | 15. März 2009 | Kyōto   | Teppich (i) | Takao Suzuki | 7:66, 6:4 |

### Doppel

#### Turniersiege
| Nr. | Datum           | Turnier   | Belag     | Partner            | Finalgegner                         | Ergebnis          |
| --- | --------------- | --------- | --------- | ------------------ | ----------------------------------- | ----------------- |
| 1.  | 3. Juni 2007    | Busan     | Hartplatz | John Paul Fruttero | Nathan Healey Jan Mertl             | 4:6, 7:65, [10:6] |
| 2.  | 11. August 2007 | Samarqand | Sand      | Jewgeni Kirillow   | Jaroslav Pospíšil Adam Vejmělka     | 6:3, 6:2          |
| 3.  | 4. Juni 2011    | Prostějov | Sand      | Adrián Menéndez    | David Marrero Rubén Ramírez Hidalgo | 7:5, 6:2          |
| 4.  | 27. Juli 2014   | Astana    | Hartplatz | Marco Chiudinelli  | Chen Ti Huang Liang-chi             | 6:3, 6:4          |